# Championnat de Malaisie de football 2023
Navigation
Saison 2023 Saison 2024-2025
La saison 2023 du Championnat de Malaisie de football est la quarante-deuxième édition de la première division en Malaisie. Les quatorze meilleurs clubs du pays sont regroupés au sein d'une poule unique où ils s'affrontent deux fois, à domicile et à l'extérieur. En fin de saison, il n'y a pas de relégation.
Johor Darul Ta'zim FC, le tenant du titre, remporte son dixième titre de champion d'affilée, le club réalise également le triplé coupe-championnat-coupe de la ligue.

## Clubs participants
Avec l'arrivée de cinq promus le championnat passe à 14 participants, le projet initial prévoyait un championnat à 18 équipes, mais Melaka United et Sarawak United n'ont pas obtenu de licence
. Puis Petaling Jaya City FC et le promu UiTM FC déclarent forfait.
- Johor Darul Ta'zim FC
- Sabah FA
- Sri Pahang FC
- Terengganu FA
- Kedah FA
- Selangor FA
- Penang FA
- Kuala Lumpur City FC
- Negeri Sembilan FA
- Kelantan FC - Club promu de D2
- Kuching City FC - Club promu de D2
- Kelantan United - Club promu de D2
- PDRM (Royal Malaysian Police FC) - Club promu de D2
- Perak - Club promu de D2

## Compétition
Le barème de points servant à établir le classement se décompose ainsi :
- Victoire : 3 points
- Match nul : 1 point
- Défaite : 0 point

### Classement
| Rang | Équipe                    | Pts | J  | G  | N | P  | Bp  | Bc  | Diff |
| ---- | ------------------------- | --- | -- | -- | - | -- | --- | --- | ---- |
| 1    | Johor Darul Ta'zim FC T C | 76  | 26 | 25 | 1 | 0  | 100 | 7   | +93  |
| 2    | Selangor FA               | 61  | 26 | 20 | 1 | 5  | 72  | 22  | +50  |
| 3    | Sabah FA                  | 54  | 26 | 17 | 3 | 6  | 64  | 33  | +31  |
| 4    | Kedah FA                  | 53  | 26 | 17 | 2 | 7  | 52  | 29  | +23  |
| 5    | Sri Pahang FC             | 45  | 26 | 13 | 6 | 7  | 44  | 33  | +11  |
| 6    | Terengganu FA             | 40  | 26 | 11 | 7 | 8  | 45  | 34  | +11  |
| 7    | Kuala Lumpur City FC      | 38  | 26 | 10 | 8 | 8  | 44  | 39  | +5   |
| 8    | PDRMP                     | 37  | 26 | 11 | 4 | 11 | 35  | 37  | -2   |
| 9    | Negeri Sembilan FA        | 27  | 26 | 6  | 9 | 11 | 33  | 49  | -16  |
| 10   | Penang FA                 | 24  | 26 | 6  | 6 | 14 | 29  | 50  | -21  |
| 11   | Perak FCP                 | 22  | 26 | 6  | 4 | 16 | 25  | 55  | -30  |
| 12   | Kelantan United P         | 17  | 26 | 4  | 5 | 17 | 29  | 65  | -36  |
| 13   | Kuching City FC P         | 12  | 26 | 2  | 6 | 18 | 24  | 51  | -27  |
| 14   | Kelantan FC P             | 8   | 26 | 2  | 2 | 22 | 29  | 121 | -92  |

|  | Qualification pour la Ligue des champions Élite de l'AFC 2024-2025                            |
|  | Qualification pour la Ligue des champions 2 de l'AFC 2024-2025                                |
|  | T : Tenant du titre C : Vainqueur de la Coupe de la Fédération P : Club promu en Super League |

- Kelantan FC n'obtiendra pas de licence pour la prochaine saison qui se disputera avec 13 équipes[3].

## Bilan de la saison
| Championnat de Malaisie de football 2023     |                                    |
| Champion                                     | Johor Darul Ta'zim FC (10e titre)  |
| Coupes et trophées                           |                                    |
| Vainqueur de la Coupe de la Fédération       | Johor Darul Ta'zim FC              |
| Qualifications continentales                 |                                    |
| Ligue des champions Élite de l'AFC 2024-2025 | Johor Darul Ta'zim FC              |
| Ligue des champions 2 de l'AFC 2024-2025     | Selangor FA                        |
| Promotions et relégations                    |                                    |
| Promus en Super League                       | aucun                              |
| Relégués en Premier League                   | aucun, mais Kelantan FC sera exclu |